# Maxou
Maxou település Franciaországban, Lot megyében. Lakosainak száma 288 fő (2022. január 1.). Maxou Boissières, Calamane, Francoulès, Gigouzac, Mechmont, Saint-Pierre-Lafeuille és Bellefont-La Rauze községekkel határos.

## Népesség
A település népességének változása:
| Lakosok száma | 125  | 184  | 210  | 225  | 301  | 300  | 305  | 300  | 295  | 288  |
|               | 1968 | 1982 | 1990 | 2006 | 2013 | 2015 | 2017 | 2019 | 2020 | 2022 |